# 莫尼艾蘭 (新澤西州)
莫尼艾蘭（英語：Money Island）是位於美國新澤西州坎伯蘭縣的普查規定居民點。

## 人口
根據2020年美國人口普查的數據，莫尼艾蘭的面積為0.59平方千米，當中陸地面積為0.42平方千米，而水域面積為0.17平方千米。當地共有人口22人，而人口密度為每平方千米37.29人。